# 東燕郡 (東晉)
東燕郡，中國東晉時設置的僑郡。

## 沿革
東晉時，分濮陽郡僑置東燕郡，屬僑置的兗州，領燕、白馬等僑縣。無實土，民戶散居在今江蘇省鎮江市到無錫市一帶。
宋武帝永初二年（421年），改兗州為南兗州，東燕郡仍屬之。至此，東燕郡領四僑縣：燕、白馬、平昌、考城。宋文帝元嘉十八年（441年），考城縣併入燕縣。元嘉十九年（442年），省東燕郡為東燕縣，屬南濮陽郡。